# Варуи, Питер
Питер Мунгаи Варуи (англ. Peter Mungai Warui; род. 22 апреля 1981, Найроби) — кенийский боксёр, представитель первой наилегчайшей весовой категории. Выступал за национальную сборную Кении по боксу в 2006—2016 годах, победитель и призёр многих турниров международного значения, участник летних Олимпийских игр в Рио-де-Жанейро.

## Биография
Питер Варуи родился 22 апреля 1981 года в Найроби, Кения.
Дебютировал в боксе на взрослом международном уровне в сезоне 2006 года, когда вошёл в основной состав кенийской национальной сборной и в первом наилегчайшем весе выступил на Играх Содружества в Мельбурне.
В 2009 году боксировал на чемпионате мира в Милане, в 1/16 финала выиграл у достаточно сильного ирландского боксёра Пэдди Барнса, но затем проиграл кубинцу Даниэлю Мательону.
В 2010 году выиграл серебряную медаль на чемпионате Содружества в Нью-Дели и выступил на Играх Содружества в Дели — на обоих турнирах был побеждён индусом Амандипом Сингхом.
В 2011 году одержал победу на турнире Беназир Бхутто в Исламабаде, дошёл до четвертьфинала на Всеафриканских играх в Мапуту, где проиграл алжирцу Мохамеду Флисси.
Пытался пройти отбор на летние Олимпийские игры 2012 года в Лондоне, стал чемпионом Кении в наилегчайшем весе, однако на Африканской олимпийской квалификации в Касабланке уже в 1/8 финала вновь был побеждён Мохамедом Флисси.
В 2013 году отметился выступлением на мировом первенстве в Алма-Ате.
В 2014 году стал серебряным призёром кенийского национального первенства в наилегчайшем весе.
Участвовал в боксёрском турнире Африканских игр 2015 года в Браззавиле, остановился в четвертьфинале первой наилегчайшей весовой категории, уступив представителю Намибии Матиасу Амуньеле.
На Африканской олимпийской квалификации 2016 года в Яунде сумел дойти до полуфинала — таким образом прошёл отбор на Олимпийские игры в Рио-де-Жанейро. На Играх в категории до 49 кг выиграл раздельным решением судей у китайца Люй Биня, но затем на стадии четвертьфиналов единогласным решением потерпел поражение от кубинца Хоаниса Архилагоса и выбыл из борьбы за медали.
После Олимпиады в Рио Варуи больше не показывал сколько-нибудь значимых результатов в боксе на международной арене.